# Borzykowa (gmina)
Borzykowa (także Borzykowo) – dawna gmina wiejska istniejąca w XIX wieku w guberni piotrkowskiej. Siedzibą władz gminy była Borzykowa.
Za Królestwa Polskiego gmina Borzykowa należała do powiatu noworadomskiego (radomszczańskiego) w guberni piotrkowskiej.
Gminę zniesiono w  1868 roku, a Borzykowa(-Piaski) znalazła się w gminie Maluszyn.